# Instituto Tecnológico Superior de Misantla
El Instituto Tecnológico Superior de Misantla (ITSM) es una institución de educación superior pública con sede en el estado de Veracruz, México; depende del Gobierno Federal a través de la Secretaría de Educación Pública (SEP), la Subsecretaría de Educación Superior y la Dirección General de Educación Superior Tecnológica (DGEST).

## Historia
El 14 de agosto de 1994, el gobernador del estado Patricio Chirinos Calero y el Licenciado Ángel Pescador Osuna, Secretario de Educación Pública, firman el convenio de coordinación para la Creación, Operación y Apoyo Financiero para el Instituto Tecnológico Superior de Misantla. El Decreto de creación es publicado en la Gaceta Oficial el 26 de noviembre de 1994. El Instituto Tecnológico Superior de Misantla, se crea como un Organismo Público Descentralizado con personalidad jurídica y patrimonio propios.
El ITSM inicia actividades el 12 de septiembre de 1994 ofreciendo dos carreras: Licenciatura en Informática y la carrera de Ingeniería Industrial, con una población de 166 alumnos. Posteriormente, el 12 de septiembre de 1997 es instaurada la Honorable Junta Directiva como máximo Órgano de Gobierno del Instituto Tecnológico Superior de Misantla.
Desde entonces ha sabido posicionarse como una de las principales instituciones de educación superior en el estado.

## Oferta educativa
Actualmente el Instituto Tecnológico Superior de Misantla ofrece 9 ingenierías y 3 posgrados:

### Ingenierías
- Ingeniería en Tecnologías de la Información y Comunicaciones
- Ingeniería Ambiental
- Ingeniería Bioquímica
- Ingeniería Civil
- Ingeniería Electromecánica
- Ingeniería Industrial
- Ingeniería Petrolera
- Ingeniería en Gestión Empresarial
- Ingeniería en Sistemas Computacionales

### Posgrados
- Maestría en Ingeniería Industrial
- Maestría en Ingeniería en Sistemas Computacionales
- Maestría en Ciencias de la Ingeniería
- Doctorado en Ciencias de la Ingeniería